# История на Монголия
Земите на днешна Монголия са били владение на различни номадски народи, Монголската империя се основава от Чингиз хан през 1206 година. През XVI и XVII век, Монголия попада под влиянието на тибетския будизъм. В края на XVII век, по-голяма част от Монголия е управлявана от манджурската династия Цин, като част от Китай.

## Праистория
Монголия е била обитавана преди около 800 000 години, важен праисторически обект са пещерните рисунки.

## Модерен период
Монголия се сдобива с независимост в резултат от Синхайската революция, с която е сложен краят на близо двухилядолетното имперско и монархическо управление на Китай.